# Långtjärnen (Sorsele socken, Lappland, 723885-160219)
Långtjärnen är en sjö i Sorsele kommun i Lappland och ingår i Umeälvens huvudavrinningsområde.